# Philippe Erulin
Philippe Erulin est un officier supérieur de l'Armée française, né à Dole le 5 juillet 1932 et mort à Paris le 26 septembre 1979.
Il se fait connaître comme colonel commandant le 2e régiment étranger de parachutistes, dirigeant l'intervention militaire au Zaïre contre les rebelles katangais : c'est la réussite de la bataille de Kolwezi, qui permet de libérer les otages occidentaux. Par ailleurs, il est accusé d'avoir pratiqué la torture pendant la guerre d'Algérie, ce qui déclenche une polémique.

## Biographie

### Famille
Il est fils et petit-fils d'officiers. Son grand-père, le colonel Louis-Joseph Erulin, comme son père, le lieutenant-colonel André Erulin, sont officiers, tous deux sortis de Saint-Cyr, ayant chacun servi dans une guerre mondiale. Son père reçoit les croix de guerre 1939-1945 et TOE, la Médaille de la Résistance avec rosette, la cravate de commandeur de la Légion d'honneur, puis meurt en Indochine en 1951 à la tête du groupe mobile 4, sous les ordres du général de Lattre de Tassigny, qui dira lors de son éloge funèbre : « Il nous laisse aussi un grand exemple. Car il n'était pas seulement de ceux à qui va spontanément la confiance, il était de ces rares hommes totalement vrais – qui donnent confiance en l'homme en sa grandeur, en sa vertu ».
Son frère Dominique raconte que leurs parents leur donnent une éducation très stricte, et qu'à la mort de son père, Philippe Erulin reprend une partie des responsabilités de la famille.

### Carrière
Sorti de l'École spéciale militaire de Saint-Cyr en 1954, promotion Union française, Philippe Erulin suit les cours de l'École d’application de l’infanterie jusqu'en janvier 1955. Il est affecté au 1er régiment de chasseurs parachutistes de 1954 à 1959, au grade de lieutenant.
Il participe au sein de ce régiment à la guerre d'Algérie et à l'opération Mousquetaire. En Algérie, il dirige une section qui combat notamment dans les Aurès et en Kabylie. Il y est blessé, deux fois, dont une gravement et est cité 4 fois. Il est fait chevalier de la Légion d'honneur à 26 ans.
Il participe à la bataille d'Alger, dans laquelle son régiment est engagé en 1957. Il est, avec André Charbonnier l'un des deux officiers qui arrêtent Maurice Audin, militant communiste algérien, dont le parti est engagé dans la lutte armée auprès du FLN, à son domicile le 10 juin 1957.
Il est promu capitaine dans l'infanterie en 1962 où il commande une compagnie du 153è RIM. En 1966, chef de bataillon, il rejoint la Légion étrangère comme chef du Bureau Opération Instruction du 3è REI. Breveté en 1972 de la 84è promotion de l'Ecole Supérieure de Guerre, il rejoint alors le 2è REP comme chef du Bureau Opération Instruction. Lieutenant-Colonel, il prend le commandement du 2è REP en 1976.

#### Polémique sur d'éventuels actes de torture
Henri Alleg, lui aussi militant communiste, directeur d'Alger républicain, arrêté peu après Audin dans la même opération, accuse nommément Charbonnier et Erulin de l'avoir torturé sous les ordres des capitaines parachutistes Marcel Devis et Roger Faulques. Il publie en 1958 La Question, un témoignage dénonçant la torture pendant la guerre d'Algérie. Sur les sévices qui lui sont appliqués à El Biar, Henri Alleg parle d'une « usine à torture » et d'un « lieutenant tortionnaire », nommément Philippe Erulin.
Pierre Vidal-Naquet rapporte le témoignage de Georges Hadjad, lui aussi militant communiste, qui affirme avoir vu « le lieutenant Erulin » et d'autres officiers avec Audin dans la pièce où ce dernier est torturé. Tous nient avoir pratiqué la torture.
En 2001, Paul Aussaresses publie Services Spéciaux, Algérie 1955-1957, où il reconnait avoir torturé Maurice Audin et Henri Alleg. Il révèle alors le nom des officiers et sous-officiers sous ses ordres sans citer Philippe Erulin. En 2014, Jean-Charles Deniau, qui a obtenu des détails inédits du général Paul Aussaresses, confirme qu'Audin et Alleg ont été torturés, mais ne cite pas Philippe Erulin parmi les tortionnaires de ces derniers.
En 1978, invité à l'émission Les Dossiers de l'écran, René Andrieu, alors rédacteur en chef du quotidien communiste L'Humanité, profite du retentissement de l'opération de Kolwezi pour accuser Philippe Erulin d'être le tortionnaire d'Henri Alleg, ce que celui-ci appuie, comme il l'avait indiqué dans son livre. Le ministre de la Défense, Yvon Bourges, se dit « scandalisé par le comportement de René Andrieu », alors que l'intervention au Shaba est toujours en cours. Peu de temps après, Jean Planchais profite de la mort de Philippe Erulin pour critiquer l'amnistie et le silence sur la torture durant cette guerre. René Andrieu est condamné pour diffamation (sans réparation au titre du délit de presse, la cour de Cassation établissant ainsi une jurisprudence), et l'affaire inspire le film L'Honneur d'un capitaine. Pour Etienne de Montety dans Le Figaro, cette attaque contre le colonel Erulin s'inscrit dans la volonté du parti communiste de nuire au succès politique et militaire de l'opération de Kolwezi qui met fin à une tentative de l'URSS d'étendre son influence en Afrique.
L'accusation contre le colonel Erulin sera régulièrement répétée par la presse communiste. La famille du colonel Erulin intente plusieurs procès sur cette affaire, en gagnant certains, d'autres non,.
Arnaud Erulin, le fils du colonel Philippe Erulin publie en 2024 L'Honneur d'un colonel, dans lequel il met en doute les accusations d'Henri Alleg à partir de documents et d'éléments factuels,.

### Commandant du2eREP

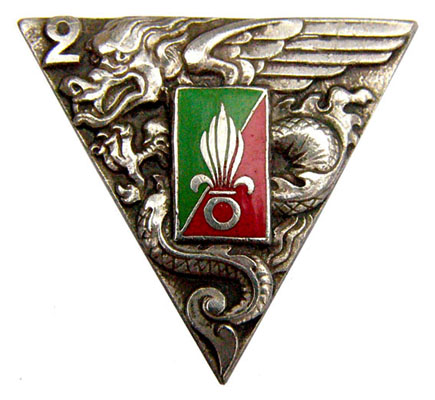
Insigne du 2e régiment étranger de parachutistes.

Le 9 juillet 1976, Philippe Erulin prend le commandement du 2e régiment étranger de parachutistes à Calvi avec le grade de colonel.
En 1978, au titre de chef de corps du régiment, il est entendu en tant que témoin, le 2e REP abritant le dernier bordel militaire de campagne de métropole.
Le 17 mai, le président Valéry Giscard d'Estaing décide d'une opération au Zaïre où les rebelles katangais procèdent à des massacres et des prises d'otages.
Parti avec son régiment de Calvi le 19 mai 1978, après un transit par Kinshasa, il saute à la tête de 700 parachutistes organisés en deux vagues sur Kolwezi. La ville, qui accueillait alors près de 2 000 civils européens (principalement Belges et Français), est libérée après des combats violents avec les rebelles katangais. Le régiment perd cinq hommes, vingt légionnaires étant blessés. Le 6 juin, le président du Zaïre Mobutu Sese Seko donne l'accolade aux colonels Gras (chef de la mission militaire au Zaïre[réf. nécessaire]) et Erulin : l'intervention franco-belge a également permis de consolider son régime.
Le 7 juin, ils rentrent à Calvi. La semaine suivante, Valéry Giscard d'Estaing leur rend visite pour les féliciter de l'opération lors d'une prise d'armes à Bastia.
Sous ses ordres, lors de cette bataille, servent notamment Benoît Puga, Bruno Dary et Ante Gotovina, qui d'après L'Humanité lui sert de chauffeur. Le même journal affirme que son frère Dominique (qui s'associe par la suite à Ante Gotovina) participe aussi à la bataille, alors que ce dernier avait déjà quitté l'armée, à la suite de la guerre d'Algérie.
Philippe Erulin meurt subitement l'année suivante, le 26 septembre 1979, d'une rupture d’anévrisme lors d'un jogging en forêt de Fontainebleau, laissant une femme et trois enfants.

#### Hommages de l'opération Kolwezi
Trente ans plus tard, Valéry Giscard d'Estaing retourne à Calvi et affirme que l'opération de Kolwezi est devenue « une référence, un cas d'école pour tous ceux, militaires ou dirigeants politiques, qui auront à préparer ce qu'on appelle aujourd'hui les opérations extérieures ». L'opération de Kolwezi est effectivement enseignée dans les écoles militaires. Pour Jean Guisnel, cette opération marque aussi la fin de la défiance du pouvoir politique envers la Légion étrangère, à la suite du putsch des généraux.

## Citations et hommages
Philippe Erulin est cité à l’ordre de l’Armée, le 17 juillet 1978 :
« Commandant du 2e Régiment étranger de parachutistes, a conduit du 19 au 27 mai 1978 avec une réussite totale les opérations aéroportées de protection de sauvetage des populations de Kolwezi (République du Zaïre).
Largué dans des conditions difficiles, il a entraîné son régiment à l’assaut avec vigueur et enlevé tous ses objectifs en moins d’une heure, libérant d’un coup par cette action remarquable les populations européennes prisonnières depuis une semaine et sauvant des centaines de vies humaines.
Les jours suivants, il a poursuivi avec une maîtrise et un sang-froid exceptionnels les opérations de nettoyage dans la région de Kolwezi, délivrant ainsi de nombreux autres otages.

Grâce à sa valeur militaire, il a permis au 2e Régiment étranger de parachutistes d’inscrire une victoire magnifique qui honore la Légion étrangère et les Parachutistes. »
La cravate de commandeur de la Légion d’honneur lui est personnellement remise le 29 septembre 1978 par le président de la République Valéry Giscard d’Estaing.
Extrait de l’éloge funèbre prononcé par le général de division Jeannou Lacaze, inspecteur de l’Infanterie, futur chef d'état-major des armées, lors des obsèques du colonel Erulin :

« [...] Madame, l’Armée aussi est en deuil, aujourd’hui, et en particulier toutes ces unités parachutistes et de la Légion étrangère dont votre mari constituait l’une des figures de proue. … Soyez assurée que, comme vous, comme vos enfants, nous garderons de Philippe Erulin le souvenir de l’homme généreux et aussi de l’image de l’officier français qu’il a su incarner toute sa vie, et qu’il a si bien symbolisé pour des millions de personnes dans l’opération militaire sur Kolwezi à laquelle son nom reste pour toujours attaché. Colonel Erulin, des générations d’officiers, malgré la brièveté de votre carrière, ont été marqués par votre exemple. Je sais qu’ils ne l’oublieront pas. »

Le 21 mai 2008, le président de la République Nicolas Sarkozy prononce l’allocution suivante à l’occasion de la prise d’armes commémorative de 30 années d’opérations extérieures, dans la cour d'honneur des Invalides :

« [...] il y a trente ans presque jour pour jour, les légionnaires du 2e REP commandé par le colonel Philippe Erulin, écrivaient à Kolwezi, l’une des plus belles pages de l’histoire militaire de notre pays, en prenant part à une opération aéroportée de grande envergure, l’une des plus importantes sans doute depuis la fin de la Seconde Guerre mondiale… Les événements de Kolwezi ont été des moments de vérité pour tous, du chef des Armées aux soldats parachutés sur le théâtre d’opérations. Et tous ont été à la hauteur. Tous ont fait honneur à la patrie. Tous ont fait face. Aucun ne s’est dérobé [...]. »

Le 30 avril 2018, lors d'une prise d'armes au 2e REP présidée par le général de corps d'armée Bernard Barrera, major général de l'Armée de Terre, pour le 155e anniversaire de Camerone et les 40 ans de Kolwezi, le général Barrera rendit l'hommage suivant au colonel Erulin :

« [...] le colonel Erulin demeure pour nous tous, la figure tutélaire de cette opération. Son portrait et son nom ornent le couloir principal de l'état-major de l'armée de terre, et avec lui l’image glorieuse du REP et de tous ceux qui ont sauté sur Kolwezi, il y a 40 ans, et dont certains sont parmi nous aujourd'hui. [...] »

Le 19 mai 2018, jour anniversaire du saut sur Kolwezi, une cérémonie a lieu au cimetière de Port-Blanc à  Penvenan dans les Côtes-d'Armor, présidée par Christine Royer, sous-préfète de Lannion, où les fédérations d'anciens légionnaires ont fleuri la tombe du colonel Philippe Erulin. À cette occasion, le général de division (2s) Rémy Gausserès, président de la Fédération des sociétés d'anciens de la Légion étrangère, conclut son hommage au colonel Erulin par : « [...] Mon colonel, vous restez, et vous resterez toujours dans nos cœurs, le plus bel exemple de l'officier des troupes d'assaut de la Légion étrangère. »
Par ailleurs, il existe une « rue Colonel Philippe-Erulin » à Aix-en-Provence.

### État des services
- 29 septembre 1952 - promotion Union française de l’ESMIA
- 1er février 1953 - caporal
- 1er avril 1953 - sergent
- 1er octobre 1954 - sous-lieutenant
- octobre 1954 à avril 1955 - École d'application de l'infanterie de Saint-Maixent (1re compagnie - 2e section)
- 20 janvier 1955 - affecté au 1er régiment de chasseurs parachutistes
- 1er octobre 1956 - lieutenant
- 1er avril 1961 - capitaine
- 1er juin 1962 - reçoit le commandement de la 6e compagnie du 153e régiment d’infanterie motorisé
- 1963-1964 - commandant de la 1re compagnie du 153e régiment d'infanterie mécanisée - quartier Moussy à Mutzig
- 1er juillet 1968 - chef de bataillon
- 1er octobre 1973 - lieutenant-colonel
- 1er juillet 1976 - colonel
- 1er juillet 1976 - reçoit le commandement du 2e régiment étranger de parachutistes

### Décorations
- Commandeur de la Légion d'honneur
- Croix de la Valeur militaire avec 4 citations
- Croix du combattant
- Médaille d'Outre-Mer avec agrafe « Zaïre »
- Chevalier de l'ordre du Mérite agricole
- Médaille commémorative du Moyen-Orient (1956)
- Médaille commémorative des opérations de sécurité et de maintien de l'ordre en Afrique du Nord (1958) avec l’agrafe « Algérie »
- Insigne des blessés militaires avec 2 étoiles
- Médaille de bronze de la Jeunesse et des Sports
- Croix de la bravoure militaire zaïroise avec palme

## Ouvrage
- Zaïre : (Un reportage photographique de René-Paul Bonnet), Sauver Kolwezi, Eric Baschet Éditions, 1980

## Au cinéma
- L'Honneur d'un capitaine
- La légion saute sur Kolwezi